# Llagostera
Llagostera est une commune de la province de Gérone, en Catalogne, en Espagne dans la comarque de Gironès.

## Sport
L'UE Llagostera accède pour la première fois en 2014 à la Deuxième division du football espagnol.